# سرگی فسیکوف
سرگی فسیکوف (به انگلیسی: Sergey Fesikov) (زادهٔ ۲۱ ژانویهٔ ۱۹۸۹) شناگر اهل روسیه است.